# 平井智康
平井 智康（ひらい ともやす）は、日本の化学者。大阪工業大学工学部応用化学科准教授。工学博士（東京工業大学）。高分子学会第35期委員会国際交流委員。大阪産業技術研究所・大阪商工会議所との共同推進機関OIT-P（Osaka Industrial Technology Platform; 地域産業技術プラットフォーム）のメンバー。
主な専門は、高分子合成（モノマー・ポリマー含む）・高分子材料化学、界面化学・グリーンケミストリー/CCSなど。

## 経歴
2010年東京工業大学大学院理工学研究科有機・高分子物質専攻博士課程修了（在学中にウィスコンシン大学マディソン校に留学）。工学博士（東京工業大学）。その後、九州大学大学院応用化学部門学術研究員、2013年九州大学先導物質化学研究所助教などを経て、2018年大阪工業大学工学部応用化学科に着任し、2022年現在は准教授。
主な所属学会は、高分子学会 、繊維学会 、アメリカ化学会 、日本レオロジー学会、放射光学会など。  

## 主な著書
- シランカップリング剤の使い方と応用事例（共著、サイエンス＆テクノロジー2020、学術書）
- 構造制御による革新的ソフトマテリアル創成（共著、化学同人2018、学術書）
- 新材料・新素材シリーズ 元素ブロック高分子（共著、シーエムシー出版2015、学術書）[4]
- 封止・バリア・シーリングに関する材料，成形製膜，応用の最新技術（共著、技術情報協会2021、学術書）
- エポキシ樹脂の設計技術と市場2022（共著、シーエムシー出版2022、学術書） [5]

## 主な受賞
- 日本接着学会奨励賞(2015)[6]
- 高分子学会高分子研究奨励賞(2016)[7]
- ブリヂストンソフトマテリアルフロンティア賞(2019)[8]

## 主な研究
- ”ビヨンド・ゼロ社会”の実現に向けたCO2循環システムの研究開発（CO2ガスを選択的に分離する分離膜の開発）〜グリーンケミストリー/CCS[9][10]
- 高分子ブロック共重合体の動的誘起螺旋構造形成とその支配因子の解明 - 京都大学化学研究所との共同研究
- 界面の設計・および制御に基づく新規機能性高分子材料の創製 〜界面化学
- 表面開始リビングアニオン重合法に基づく立体規則性双性イオンブラシの創製 - 稲盛財団研究助成
- 立体規則性を精密に制御したポリマーブラシの開発 〜高分子材料化学
- 有機―無機ハイブリッド高分子を鋳型とする新規機能性材料の開発
- 極めて簡便なプロセスによる分子スケールのらせん構造からなるキラルシリカを調製する革新的手法の開発 - 東京工業大学と台湾国立陽明交通大学を含めた国際共同研究（2021）。この研究は、新エネルギー・産業技術総合開発機構(NEDO)のムーンショット型研究開発事業にて推進され、アメリカ化学会(ACS)のオープンアクセス誌『JACS Au』にも掲載された[11][12]。

応用化学の対外啓蒙活動として、高校生向けに大阪府立桜塚高校（2019）への出張講義や、子供科学体験イベント「大阪工業大学 工作・実験フェア2019」に参加協力している。